# Iuli Dmítrievitx Énguel
Iuli Dmítrievitx (Ioel) Énguel, rus: Юлий Дмитриевич (Йоэль) Энгель, hebreu: יואל אנגל‎ Joel Énguel, (Berdiansk, actual Ucraïna, llavors Imperi Rus, 1868 - Tel-Aviv, llavors Mandat Britànic de Palestina, actual Israel, 1927) fou un musicòleg i compositor jueu d'origen ucraïnès. És considerat el "pare" de la música jueva.
Després d'acabar la carrera de dret a Khàrkiv estudià la de música des de 1893 fins a 1897 a Moscou amb Tanéiev i Ippolítov-Ivànov. Ben aviat es distingí com a crític musical, col·laborant en les principals revistes musicals russes. A partir de 1911 va publicar nombroses obres d'anàlisi i crítica d'òperes i obres simfòniques.
El 1911 publicà uns interessants Assaigs musicals. Especialitzat en l'estudi del cant i la dansa popular russos i en la música hebraica, va editar nombroses col·leccions de melodies d'un i altra caràcter per a cant i piano, dos o més veus i per a masses corals. Des del 1901 va pertànyer a la Societat Antropològica i Etnogràfica de Moscou.
Després de la Revolució d'Octubre de 1917 va treballar en el Departament de Música del Comissariat del Poble de la RSFSR.
El 1922 Énguel va deixar Rússia i es va traslladar a Berlín, on va viure durant dos anys. A Berlín, va fundar una branca de la Societat per a la música popular jueva, l'editorial "Yuval" i va oferir diversos concerts i conferències.
El 1924 va arribar al llavors Mandat Britànic de Palestina, i es va establir a Tel-Aviv, on va ensenyar al Conservatori Ron Xulamit i va escriure crítiques musicals per als diaris Haaretz i Davar. Va compondre música incidental per a la companyia teatral Ohel.